# Kataplazja
Kataplazja – pojęcie z zakresu patomorfologii; określa nowo powstałe komórki, które są zróżnicowane morfologicznie (tzn. przypominają budową komórki, z których się wywodzą), charakteryzujące się jednak brakiem możliwości sprawnego funkcjonowania czynnościowego (są niezróżnicowane czynnościowo), np. fibroblasty nowotworowe niebędące w stanie syntetyzować włókien kolagenowych.